# Tagish Lake (meteorito)
El meteorito Tagish Lake cayó a las 16:43 UTC del 18 de enero de 2000 en el área del lago Tagish al noroeste de la Columbia Británica, en Canadá en las coordenadas 59°42′16″N 134°12′5″O / 59.70444, -134.20139.

## Historia
Fragmentos del meteorito Tagish Lake cayeron en la Tierra el 18 de enero de 2000 a las 16:43 UT (8:43 hora local en Yukon) después de que un meteorito mayor explotó en la estratosfera a una altitud de entre 50-30 km con una estimación de liberación total de energía de alrededor de 1.7 kilotones. Después de que se reportara el avistaje de un bólido al sur del Yukón y al norte de la Columbia Británica, en Canadá, más de 500 fragmentos de meteorito fueron tomados de la superficie congelada del lago. Fotografías del rastro dejado por el bólido en la atmósfera con posterioridad al evento e información satelital del Departamento de Defensa de los Estados Unidos reportaron la trayectoria meteórica. La mayoría de los fragmentos pedregosos de condrita carbonácea aterrizaron en el brazo Taku del lago, deteniéndose sobre la superficie congelada del mismo. El paso del bólido y la explosión a una gran altura encendieron una amplia variedad de sensores satelitales como así también de sismógrafos.

## Meteoroide
Se estima que el meteoroide Tagish Lake debió haber tenido 4 m de diámetro y 56 toneladas de peso antes de entrar la atmósfera de la Tierra. Sin embargo, también se estima que solo 1,3 t quedaron después de la ablación y varios fenómenos de fragmentación en la alta atmósfera, lo que significa que alrededor del 97% del meteorito se vaporizó transformándose mayoritariamente en polvo estratosférico. Este fenómeno pudo ser visto hasta cerca de doce horas después del evento, durante el atardecer, en la forma de nube mesosférica polar al noroeste de Edmonton. De la 1,3 t de roca fragmentada, poco más de 10 kg (alrededor del 1%) fue encontrado y recolectado.

## Ejemplares
El Tagish Lake está clasificado como una condrita carbonácea, del tipo C2 no agrupadas. Sus partes son de color gris oscuro a casi negro con inclusiones de colores claros, y un tamaño máximo de ~2.3 kg.  Excepto por una costra de fusión grisácea, los meteoritos tienen la apariencia visual de un carbón vegetal briqueta. A fines de enero de 2000, los fragmentos fueron transportados a instalaciones de investigación en su estado de congelación luego de que fueran recolectados por un residente local. Los primeros estudios de estos fragmentos frescos fueron hechos en colaboración con la NASA. La nieve cubrió el resto de los fragmentos hasta abril de 2000 cuando su búsqueda fue llevada a cabo por los investigadores de la Universidad de Calgary y la Universidad de Western Ontario. Estos últimos fragmentos fueron encontrados en su mayoría hundidos en el hielo desde unos pocos cm hasta más de 20 cm, y tuvieron que ser recolectados de hoyos de agua derretida o cortados de bloques de hielo de la superficie congelada del lago Tagish.
Fragmentos del fresco, "prístino" meteorito Tagish Lake totalizando más de 850 g son actualmente conservados en la colección del Museo Real de Ontario y la Universidad de Alberta. Fragmentos "degradados" fruto de la búsqueda de abril–mayo de 2000 son a su vez conservados mayormente en la Universidad de Calgary y la Universidad de Western Ontario.

## Análisis y clasificación
Los análisis han mostrado que fragmentos de Tagish Lake son de un tipo primitivo, que contiene gránulos de polvo de estrellas sin cambios que podrían haber sido parte de una nube del material que creó nuestro sistema solar y nuestro Sol. Este meteorito muestra algunas similitudes con dos de los más primitivos tipos de condrita carbonácea, las CI y CM; es, sin embargo, bastante diferente de cualquiera de ellas. El Tagish Lake tiene una mucho menor densidad que cualquier otro tipo de condrita y de hecho está compuesto por dos rocas diferentes. La mayor diferencia entre las dos litologías es la abundancia de carbonatos minerales; una es pobre en carbonatos y la otra es rica en ellos.
El meteorito contiene abundante materia orgánica, incluyendo aminoácidos.  La misma podría haberse formado originalmente en el medio interestelar y/ o disco solar protoplanetario, pero fue subsecuentemente modificado en el cuerpo originario del asteroide meteorito.
Una porción del carbono en el meteorito Tagish Lake está contenido en lo que se llama nanodiamantes - pequeñísimos granos de diamantes de menos de unos pocos micrómetros de tamaño. De hecho, el Tagish Lake contiene más nanodiamantes que ningún otro meteorito.

## Origen

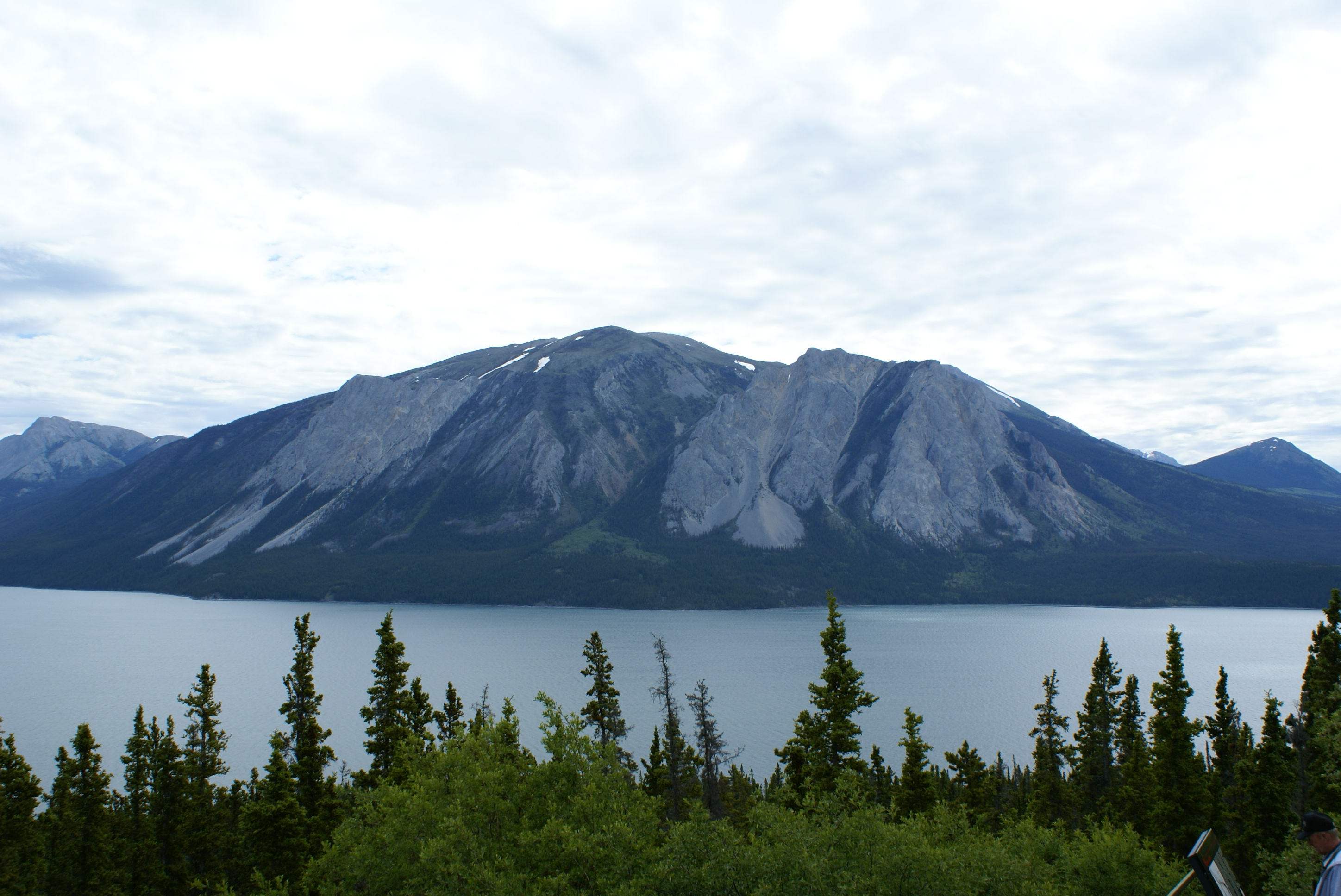
El lago Tagish, donde cayó el meteorito homónimo.

Basado en los dichos de testigos presenciales del bólido causado por el meteoroide ingresante y en las fotografías calibradas del rastro dejado por el mismo y visible por cerca de media hora, científicos han logrado calcular la órbita que siguió antes de impactar con la Tierra. Aunque ninguna de las fotografías capturó al bólido directamente, su rastro fue reconstruido a partir de dos fotografías calibradas tomadas minutos después del fenómeno, dando el ángulo de entrada. Las manifestaciones de los testigos presenciales en las cercanías de Whitehorse, Yukon constriñeron con exactitud el azimut de la trayectoria terrestre desde cualquiera de sus lados. Se encontró que el meteorito Tagish Lake tuvo una pre-entrada de órbita tipo Apolo que lo trajo desde algún lugar más allá del cinturón de asteroides. Actualmente, hay solo once caídas de meteoritos con órbitas de pre-entrada determinadas con exactitud, a partir de fotografías o grabaciones de videos de bólidos tomados desde dos o más ángulos diferentes.
Posteriores estudios del espectro de reflectancia del meteorito indicaron que lo más probable es que se haya originado desde el asteroide tipo D (773) Irmintraud.